# Артур Аш
Артур Аш (Arthur H, от полного имени Артур Ижлен (Arthur Higelin); род. 27 марта 1966, Париж) — французский автор-исполнитель и пианист.

## Биография
Артур Аш — сын автора-исполнителя Жака Ижлена и Николь Куртуа. Он единокровный брат рок-исполнительницы Изии Ижлен и единокровный брат театрального режиссёра Кена Ижлена. Изучал музыку в университете Бостона и во время путешествия по Вест-Индии. Вернувшись в Париж, создал собственный музыкальный стиль, вдохновлённый французским кабаретным шансоном, а также американским джазом и блюзом. С 1988 года начал выступать в парижских клубах, при аккомпанементе басиста Брэда Скотта и ударника Пола Джоти.
В 1990 году выпустил дебютный альбом Arthur H, сочетающий в себе ритмические эксперименты и элементы бал-мюзета (французский музыкальный стиль XIX века), а также вокальный стиль, сравнимый с манерой исполнения Тома Уэйтса. Гастролировал по Франции и Японии, после чего выпустил второй альбом Bachibouzouk, на котором к Скотту и Джотти присоединился саксофонист Джон Хендельсман.
Во время тура в поддержку Bachibouzouk к его группе на время присоединился бразильский перкуссионист Эдмундо Корнейро. По завершении выступлений был выпущен живой альбом En chair et en os и концертный фильм, снятый Кеном Ижленом. После этого Аш взял перерыв в музыкальной деятельности, связанный с рождением дочери.
В 1996 году выпустил третью студийную запись Trouble-Fête, отмечающую влияние африканской, восточной и цыганской музыки. Год спустя записал живой альбом Fête Trouble и отправился с концертами в США. Тур с триумфом завершился в 1998 году выступлением в Лос-Анджелесе, во время которого Артур женился на участнице его гастрольной группы Александре прямо на сцене.
С 2000 года начал активно выступать в Азии, Италии и Канаде, при поддержке гастрольной группы в составе басиста Брэда Скотта, гитариста Николя Репака и ударника Лорена Робина. Выпустил четвёртый альбом Pour Madame X и ещё одну живую запись — Piano Solo, состоящую, в основном, из новых интерпретаций его ранних песен. По случаю выхода Show Time дал эксклюзивный концерт 26 июня в Париже.
В 2003 году издал пятый альбом Négresse Blanche. Планировал гастроли по Китаю, но китайские власти не дали ему разрешения на концерты и Аш начал работу над шестым альбомом Adieu Tristesse, который стал его самой коммерчески успешной работой. Adieu Tristesse включал в себя несколько дуэтов, в том числе с отцом Жаком Ижленом и старым другом Артура Матье Шедидом, известным под псевдонимом -M-.
Гастролировал по Франции, Польше, Ливану и Канаде, после чего выпустил четвёртый живой альбом Show Time. В 2008 году организовал специальный аудио-визуальный проект Лувра «Duos éphémères» и подготовил седьмой студийный альбом L’Homme du Monde, звучащий больше в стиле традиционного рока, нежели джазово-блюзовых экспериментов музыканта. Запись получила награду Виктуар де ля мюзик.
Всего два года спустя выпустил двойной альбом Mystic Rumba, включающий уже известный репертуар Аша в новом исполнении. Минималистическая атмосфера Mystic Rumba позволила услышать новые стороны глубокого голоса исполнителя и открыть прежде незамеченные нюансы его поэзии.
Уже в 2011 году собрал новый состав своей группы, в который вошли гитарист Джозеф Шедид (родной брат -M-), пианист Винсент Таурелл, а также Эймерик Вейстрих и Александр Энджелов, отвечающие за ритм-секцию. Издал девятый альбом Baba Love, год спустя — десятый, под названием L’Or Noir, через год — одиннадцатый, озаглавленный L’Or d’Eros.

### Личная жизнь
В 1998 году на сцене во время концерта в Лос-Анджелесе женился на басистке Александре Михалковой, с которой у них две дочери: певица Марсия Хигелин (фр. Marcia Higelin) и рэперша Люба (фр. Liouba). С 2015 года состоит в отношениях со звукорежиссёром Леонорой Мерсье (фр. Léonore Mercier).

## Дискография
| - 1990 — Arthur H - 1991 — Cool Jazz (альбом ремиксов) - 1992 — Bachibouzouk - 1993 — En chair et en os (записан вживую) - 1996 — Trouble-Fête - 1997 — Fête Trouble (записан вживую) - 2000 — Pour Madame X - 2002 — Piano Solo (записан вживую) - 2003 — Négresse Blanche - 2005 — Adieu Tristesse | - 2006 — Show Time (записан вживую) - 2008 — L’Homme du Monde - 2010 — Mystic Rumba - 2011 — Baba Love - 2012 — L’Or Noir - 2014 — L’Or d’Eros - 2014 — Soleil Dedans - 2018 — Amour Chien Fou - 2021 — Mort prématurée d'un chanteur populaire dans la force de l'âge - 2023 — La vie |

## Фильмография
- 1990 — фильм «Мама[фр.]» — Джонни
- 2007 — мультфильм «Страх(и) темноты» — рассказчик (озвучка)
- 2013 — мультфильм «Джек и механическое сердце» — Артур (озвучка)
- 2019 — фильм «Звук металла» — камео (не указан в титрах)
- 2025 — «Эндж» — ангел

## Награды
- 1993 — Открытие года — Артур Аш
- 2006 — Видеоклип года — «Est-ce que tu aimes?» (совместно с -M-)
- 2009 — Альбом года — L’Homme du monde
- 2025 — «Лучшая мужская роль» на Якутском международном кинофестивале за роль в фильме «Эндж»[5]